# Lista de membros da Royal Society eleitos em 1724
Esta é uma lista de Membros da Royal Society eleitos em 1724.

## Fellows
- John Byrom (1692-1763)
- Stephen Chase (-1742)
- Nicolaus Cruquius (1678-1754)
- Joseph Danvers (ca. 1697-1753)
- Joannes Jacobus Dillenius (1687-1747)
- John Diodate (1690-1727)
- John Dobyns (-1731)
- John Eames (-1744)
- Anthony Ellys (1690-1761)
- Gabriel Fahrenheit (1686-1736)
- Joannes Adolphus Jacobaeus (1698-1772)
- John Kendall (-1735)
- Ralph Leicester (1699-1777)
- Charles Lennox (1701-1750)
- Smart Lethieullier (1701-1770)
- Joseph Nicholas de Lisle (1688-1768)
- John Meres (-1726)
- Robert Ord (-1778)